# Coleophora implicitella
Coleophora implicitella é uma espécie de mariposa do gênero Coleophora pertencente à família Coleophoridae.